# G.I. Joe: Змийски очи
„G.I. Joe: Змийски очи“ (на английски: Snake Eyes) е американски супергеройски филм от 2021 г. на режисьора Робърт Шуентке, по сценарий на Еван Спилиотопулос, Джо Шрапнел и Ана Уотърхаус. Базиран на героите от Hasbro, филмът служи като история на произхода за едноименния герой, създаден от Лари Хама, освен, че е рестартиране на филмовата поредица „G.I. Joe“. Във филма участват * Хенри Голдинг, *Андрю Коджи *Урусла Корберо  , *Самара Уийвинг , *Харука Ейб , *Такехиро Хира и *Ико Уайс и * Питър Менса 